# 鶴澤探山
鶴澤 探山（つるさわ たんざん、1655年（明暦元年）または1658年（万治元年） - 1729年8月7日（享保14年7月13日））は、日本の江戸時代前期から中期に活躍した狩野派の絵師。名は守見、良信、兼信。探山は号で、別号に幽泉、探春、探川など。狩野探幽の門人で、後に京都へ移り鶴澤派の祖となった。

## 略伝
出身は江戸とも京都とも言われるが、後に京都で活躍したことを踏まえれば後者の可能性が高い。探幽最晩年の弟子で、探幽四天王の中に探山が入ることもある。元禄年間に東山天皇の勅書により上洛、それまでの探川の号を探山に改める。1700年（元禄13年）に法橋位を得る。1708年（宝永5年）に完成した第五皇子・慶仁親王（中御門天皇）の御所障壁画を制作する。その後も宝永度の内裏障壁画や、1713年（正徳3年）の近衛尚子女御御所障壁画、小浜千石荘障壁画などに彩管を振った。こうした禁裏御用絵師としての活躍が認められてか、晩年の1724年（享保9年）法眼に叙されたが、その5年後に死去。享年75。墓は京都の善導寺。息子の鶴澤探鯨が鶴澤派を継いだ。弟子に橘守国など。
壮年期の御所障壁画が殆ど失われたため、画名の割に現存作品数は多くない。画風は探幽によく似ており、余白を広めの取り、構図を簡略化し、少ない筆致で対象を描き出している。そのため、落款の「山」の字を「幽」に書き換えて探幽画とする者がいたという逸話が残り 、実際そうした改変の跡が認められる作品も残っている。

## 代表作
| 作品名           | 技法         | 形状・員数 | 所有者                                   | 年代              | 落款                                                           | 備考       |
| ---------------- | ------------ | ---------- | ---------------------------------------- | ----------------- | -------------------------------------------------------------- | ---------- |
| 寿老人松鶴竹鶴図 | 絹本著色     | 3幅対      | 七宝庵コレクション                       | 1712年（正徳2年） | 「探山行年五十八歳筆」落款                                     |            |
| 富嶽図           | 絹本著色     | 1幅        | 北観音山保存会                           | 1717年（享保2年） | 「探山行年六十三歳筆」落款 「守見」朱文方印                    |            |
| 溌墨山水図屏風   | 紙本金地墨画 | 六曲一双   | 千葉市美術館                             | 1719年（享保4年） | 「探山行年六十五歳筆」落款 「守見」朱文方印                    |            |
| 押絵貼図屏風     | 紙本著色     | 六曲一双   | 七宝庵コレクション                       | 1721年（享保6年） | 「探山行年六十七歳筆」落款 「守見」朱文方印                    |            |
| 林和靖図         | 絹本墨画淡彩 | 1幅        | 京都府立総合資料館（京都文化博物館管理） | 1721年（享保6年） | 「探山行年六十七歳筆」落款 「守見」朱文方印                    | 鶴沢家伝来 |
| 鶴図             | 紙本墨画淡彩 | 1幅        | 七宝庵コレクション                       | 1724年（享保9年） | 「享保九年辰年正月二日 探山行年七十歳筆」落款 「守見」朱文方印 |            |
| 五節句図         | 絹本墨画淡彩 | 5幅対      | 京都府立総合資料館（京都文化博物館管理） | 1724年（享保9年） | 「探山行年七十歳筆」落款 「法眼」朱文方印                      | 鶴沢家伝来 |
| 琴棋書画図屏風   | 紙本著色     | 六曲一双   | 七宝庵コレクション                       |                   | 「法眼探山」朱文方印                                           |            |
| 風俗十二ヶ月屏風 |              | 六曲一双   | 大阪府立中之島図書館                     |                   |                                                                |            |
| 鉄拐・山水図     |              |            | 東京国立博物館                           |                   | 「法眼探山」落款                                               |            |
| 松竹梅図屏風     | 紙本金地著色 | 六曲一双   | 個人                                     |                   |                                                                |            |